# ズヴェズダ造船所
座標: 北緯43度07分24.46秒 東経132度20分24.77秒 / 北緯43.1234611度 東経132.3402139度

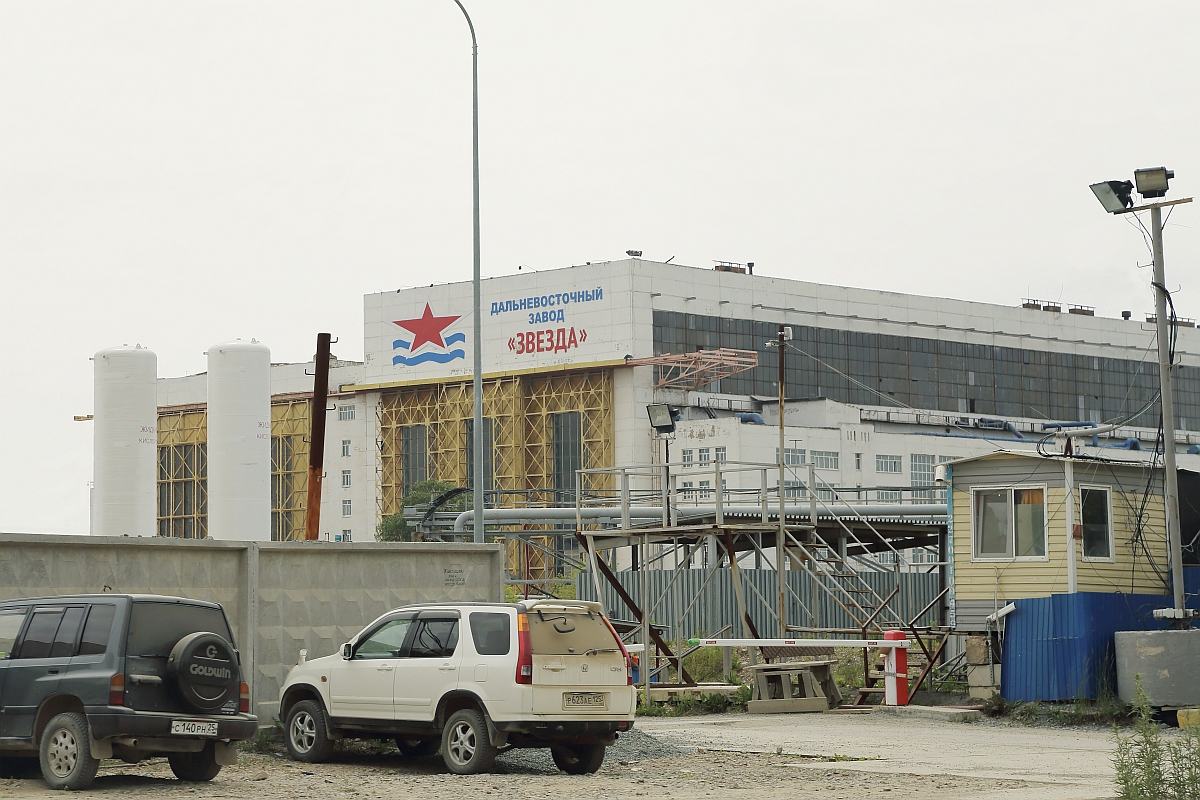
ズヴェズタ造船所の工場建物（2015年6月27日）

ズヴェズダ造船所（ズヴェズダぞうせんじょ、極東工場「ズヴェズダ」、Дальневосточный завод «Звезда» ）は、ロシア連邦沿海地方のボリショイ・カーメニにある造船・船舶修理会社である。太平洋艦隊を代表する造船・船舶修理会社であり、極東ロシアで原子力潜水艦の修理、改修、近代化を専門としているほか、石油タンカーの建造を主な事業としている。
社名の「ズヴェズダ（Звезда）」はロシア語で「星」の意味で、社章には「赤い星」を用いている。

## 歴史

### 冷戦時代
1945年11月、ソ連人民委員会は、太平洋沿岸のボリショイ・カーメニ湾に第892船舶修理工場を建設することを決定した。1946年6月9日、造船産業大臣宛ての命令の公布後、工場の設計が始まり、建設はDalzavod Feodosiy Maksimovich Rusetskiyの代表によって管理された。
1954年12月3日、初期段階の工場が完成し、商船とソビエト海軍の補助艦艇の修理を始めた。1957年に通常動力型潜水艦、1962年には原子力潜水艦の建造と修理が始まり、太平洋艦隊の艦艇の戦力維持が造船所の主な業務となった。 1990年代までは、2基の船台を中心に工作工場や浮ドックなどが稼働していた。 

### ソ連崩壊以降
1989年以降は、原子力潜水艦の処分作業の業務も始めたが、海軍からの受注は急激に減少し、造船所の経営は悪化した。造船所の経営不振はボリショイ・カーメニの経済にも影響し、1989年ソ連国勢調査で65,621人だった市の人口は、2002年全ロシア国勢調査では38,394人まで減少した。
2000年以降、造船所はサハリンプロジェクトの生産プラントなどの開発を開始した。2003年2月に始まった日本政府の援助によるロシア極東退役原子力潜水艦解体協力事業「希望の星」では、2003年12月から2004年12月までにヴィクターIII型原子力潜水艦「304号」を解体し、事業費のうち約7億9,000万円を日本政府が支出した
。その後、2006年9月から2009年12月までに、ウラジオストク近郊で保管されていたヴィクターI型原子力潜水艦1隻とヴィクターIII型原子力潜水艦3隻がズヴェズダ造船所で解体された。
2008年11月6日、企業は合資会社に変更され、株式の100％を沿海地方政府が保有した。2010年3月20日には「希望の星」完了記念式典が行われ、西村智奈美外務大臣政務官が出席してズヴェズダ造船所に設置された記念碑が除幕された。

### 経営再建

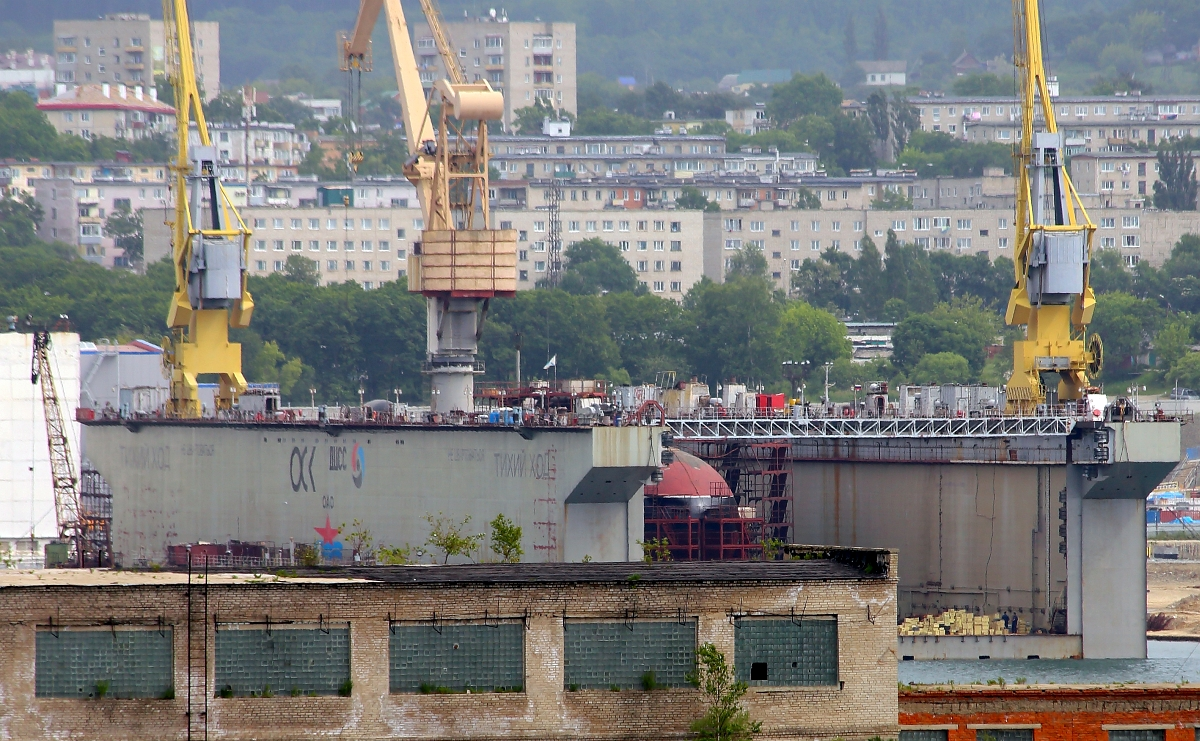
ズヴェスタ造船所の浮きドックDV3「ズヴェズタ」で修理中のアクラ型原子力潜水艦K-419「クズバス」（2015年6月27日）

2010年代後半に、ズヴェズダ造船所の大規模な再建が始まった。再建計画は2022年まで予定されており、総費用は417億ルーブルと見積もられている。これらの費用は、産業貿易省と国営石油会社ロスネフチが半額ずつ208億5,000万ルーブルを出資している。
新しい造船会社は、ロシアの造船会社統一造船会社が80％、韓国の造船会社大宇造船海洋が20％を出資する合弁事業として立ち上げられ、社名は「DSME ズヴェズタ（«Звезда DSME»）」を予定していた。新しい造船所は、ロシアの石油・ガス会社向けの大型石油タンカーの建造を目指していたが、2012年に大宇造船海洋は合弁を解消した。造船所の権利は、ロスネフチとガスプロムの子会社で大手銀行のガスプロムバンクに移り、2015年に、同社は「ズヴェズダ造船複合体（SSKズヴェズダ、«Судостроительный комплекс „Звезда“» (ССК «Звезда»)）」に改称した。
2016年には、大陸棚での石油生産計画のための大型船などの船舶設備の建設を目的とした、新しい生産体制の第1段階が始まった。これにより、造船所は乾ドックとしてロシア最大の拠点となるとしている。2018年には、造船所の第2段階の建設が始まった。9月11日には、中国の国営企業中国交通建設による、長さ500mのロシア最大の乾ドックの建設が始まった。乾ドックの完成は2020年に予定されており、建設工事は2024年に完成予定であり、造船所は最大で長さ300m、幅75mの石油タンカーやLNGタンカー、砕氷船、石油プラットフォームの建造能力を得て、最大1万人が働くことができるとしている。
2022年ロシアのウクライナ侵攻が始まると、ウクライナに組みした国々による経済制裁が始まった。これに先立つ2020年、ズヴェズダ造船所は韓国のサムスン重工業との間で船舶用鉄構造物と資機材供給契約を結び、8億ドルを手付金として支払っていたが、経済制裁を理由とした契約不履行を主張。2024年には、契約解除を通知するとともに手付金と遅延利子支給を要求した。

## 主な業務

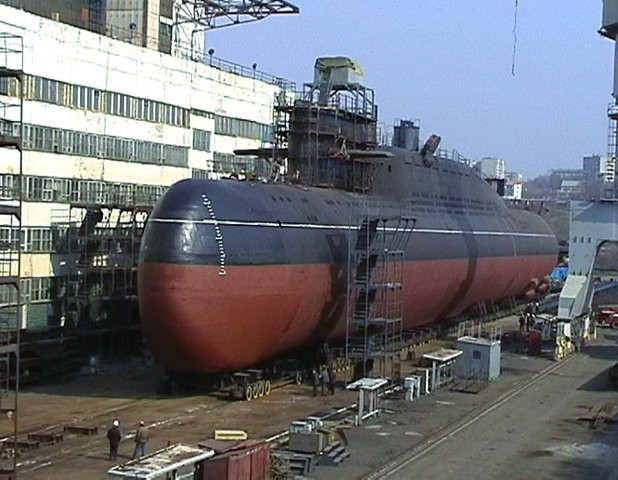
ズヴェズタ造船所で修理中のデルタIII型原子力潜水艦K-433「スヴャトイ・ゲオルギー・ポベドノーセツ」（2010年）

### 原潜の建造と修理・解体
ズヴェズタ造船所は、沿海地方にある原子力潜水艦（原潜）の建造や修理、解体を行うことが出来る数少ない造船所のひとつである。コムソモリスク・ナ・アムーレのアムール造船所（旧・第199造船所）も原潜の建造などの能力があるが、内陸にあるアムール造船所に対してズヴェズタ造船所は沿岸部に位置することから、太平洋艦隊に所属する大半の原潜の修理や点検はズヴェズタ造船所で行われている。
また、原潜などの原子力艦の解体も請け負っており、2007年までに年間4-5隻、計38隻の原潜の解体実績を持つ。2016年には10億ルーブルで情報収集艦「ウラル」を解体する入札を落札した。

### 商船建造
造船所の機能拡大後、商船の建造にも力を入れている。主な顧客は合弁企業設立を支援したロスネフチで、造船所の設備と船舶の設計と建設に関するすべての発注について合意を結んでいる。 2018年半ばの時点で、ロスネフチからの26隻の発注を含む118隻を受注し、4隻が建造中である。2018年9月には、サムスン重工業との間で、4万2,000tから12万t級の石油タンカーの建造能力の移転について合意が締結され、9月11日には最初のアフラマックス級石油タンカーが起工された。2019年2月にロスネフチは10隻を発注し、さらに2隻をソフコムフロートに発注した。
| 船級                         | 船名                                           | 発注元     | 製品番号 | 契約           | 進水 | 完成          |
| ---------------------------- | ---------------------------------------------- | ---------- | -------- | -------------- | ---- | ------------- |
| 23380級浮ドック              | ズヴェズダ «Звезда»                            | ロシア海軍 |          | 2016年9月1日   |      |               |
| IBSV 10022級タンカー         | アレクサンドル・ネフスキー «Александр Невский» | ロスネフチ | 562001   | 2017年9月8日   |      |               |
| IBSV 10022級タンカー         | スバータヤ・マリーヤ «Святая Мария»            | ロスネフチ | 562002   | 2017年9月8日   |      |               |
| IBSV 10022級タンカー         | カテリーナ・ベリーカヤ «Катерина Великая»      | ロスネフチ | 562003   | 2017年9月8日   |      |               |
| IBSV 10022級タンカー2        | ウラジーミル・モノマーフ «Владимир Мономах»    | ロスネフチ | 562004   | 2017年9月8日   |      |               |
| アフラマックス級石油タンカー | サンクトペテルブルク «Санкт-Петербург»         | ロスネフチ |          | 2018年9月11日  |      | 2020年 (予定) |
| アフラマックス級石油タンカー |                                                | ロスネフチ |          | 2018年11月15日 |      |               |
| アフラマックス級石油タンカー |                                                | ロスネフチ |          | 2019年2月28日  |      |               |
| アフラマックス級石油タンカー |                                                | ロスネフチ |          | 2019年6月4日   |      |               |

2020年7月からは、LK-110Ya級原子力砕氷船の建造も行っている。

### 船舶部品
2019年には、最大出力15 MWのアジマススラスターの生産を開始する予定である。

## 事故
2013年9月16日の朝、メインバラストタンクの工事中だったオスカー型原子力潜水艦「トムスク」で火災が発生した。外殻と内殻の間のスペースでの火災だったため、艦体の一部の耐圧性が失われたほか、軍人15名が負傷し、全員が海軍病院で治療を受けた。

## 参考資料
1. 1 2 3 4  "ロシア極東退役原子力潜水艦 解体事業「希望の星」事後評価業務　事後評価結果要約". 公益財団法人原子力バックエンド推進センタ－. 2020年5月12日閲覧。
2. ↑  “ロシア退役原潜解体協力事業「希望の星」”.  外務省. 2020年5月12日閲覧。
3. ↑  “外務省：西村外務大臣政務官のウラジオストク訪問（概要）”.   外務省. 2020年5月12日閲覧。
4. ↑  “Судоремонт был, есть и будет!”. 2019年7月6日時点のオリジナルよりアーカイブ。2019年7月6日閲覧。
5. ↑  В Большом Камне будет возрожден завод «Восток»
6. ↑  Путин запустил процесс переноса мощностей завода «Звезда»
7. ↑  Подрядчик без «Звезды»: почему верфь отказалась от крупного строителя // РБК
8. ↑  Верфь «Звезда-DSME» будет строиться без финансового участия DSME
9. ↑  О судостроительном комплексе «Звезда»
10. ↑  “Путин призвал нефтяников давать больше заказов судоверфи «Звезда»”.  ロシア新聞. 2017年9月8日閲覧。
11. ↑  Новый этап строительства
12. ↑  “Китайская госкорпорация к концу 2019 года построит сухой док на верфи "Звезда" в Приморье”.   ТАСС. 2019年7月26日閲覧。
13. ↑  “На СК Звезда доставлен 2-й кран Голиаф из Китая - новости ТЭК на Neftegaz.RU”.   neftegaz.ru. 2019年7月26日閲覧。
14. ↑  Судоверфи «Звезда» потребуется 10 тысяч человек - ロシア新聞, 2014年
15. ↑  “韓国造船、「ロシア悪材料」国際制裁による契約撤回…受注物量損失か”.   中央日報 (2024年6月14日). 2024年6月14日閲覧。
16. ↑  “Тендер № 0773100000315000079 Большой Камень Приморский край Государственные закупки”.   Synapse. 2018年7月23日閲覧。
17. ↑  В портфеле заказов ССК «Звезда» 118 судов // primpress.ru
18. ↑  ССК «Звезда» построит для «Роснефти» танкер усиленного ледового класса дедвейтом 69 000 тонн
19. ↑  “«Звезда» и Samsung создадут СП для строительства челночных танкеров”. 2018年9月11日閲覧。
20. ↑  “Президент России Владимир Путин принял участие в церемонии закладки первого танкера класса «Афрамакс» на судостроительном комплексе «Звезда»”.  ブズグリャート（ロシア語版）. 2018年9月11日閲覧。
21. 1 2 3 4  3-й пошел. Судоверфь Звезда приступила к строительству еще одного нефтеналивного танкера типоразмера Афрамакс
22. ↑  Судоверфь «Звезда» начала резку металла для четвертого танкера Aframax для Роснефтефлота
23. ↑  На Дальнем Востоке заложили головной атомный ледокол "Лидер" // РИА Новости, 05.07.2021
24. ↑  Новые горизонты: в РФ начнут создавать прогрессивные винторулевые колонки
25. ↑  Названа причина пожара на атомной подводной лодке «Томск». СК: пострадали 15 военнослужащих - NEWSru.com（ロシア語版）